# Мифтахова, Рахиля Хайдаровна
Мифтахова Рахиля Хайдаровна (7 октября 1940, Ходжейли — 8 января 2000) — оперная певица, педагог, заслуженная артистка РСФСР (1981), народная артистка Республики Татарстан (1993).

## Биография
Родилась 7 октября 1940 года в городе Ходжейли Каракалпакской АССР. В 1946 году вместе с семьей переехала в Пермь, где окончила школу. После окончания в 1963 году Казанского музыкального училища работала в Казанской государственной консерватории. Учителями Рахили Мифтаховой в разное время были Н. Г. Лившиц, Н. Н. Лучинина, З. Г. Байрашева, К. З. Щербинина.
С декабря 1962 года Рахиля Мифтахова работала стажёром в Татарском театре оперы и балета имени Мусы Джалиля. С 1968 года, после окончания Казанской консерватории — солистка театра.
В 1971—1978 годах преподавала в музыкальном училище. С 1985 по 1999 годы — педагог Казанского института культуры и искусств, в 1997—2000 — заведующая кафедрой сольного пения, профессор.

## Творчество
Рахиля Мифтахова за 32 года сценической жизни исполнила более 50 оперных партий, в том числе: Джильда («Риголетто»), Маргарита («Фауст»), Аида («Аида»), Марфа («Царская невеста»), Мадам Баттерфляй («Чио-Чио-сан»), Лиза («Пиковая дама»), Татьяна («Евгений Онегин»), Ярославна («Князь Игорь»), Леонора («Трубадур»), Розина («Севильский цирюльник»), Альфия («Самат»), Бибисара («Джигангир»), Жена поэта («Джалиль»), Каракаш («Алтынчеч»), Сарвар («Башмачки»), Розалинда («Летучая мышь»), княгиня Воляпюк («Сильва») и другие.
Кроме оперных партий, в репертуаре певицы звучали камерные произведения татарских композиторов Сайдашева, Музафарова, Валиуллина, Жиганова, Яхина, романсы и песни на стихи великого поэта Габдуллы Тукая.

## Звания
- Заслуженная артистка РСФСР (1981)
- Народная артистка Республики Татарстан (1993)